# Erebia macularis
Erebia macularis är en fjärilsart som beskrevs av Müller 1928. Erebia macularis ingår i släktet Erebia och familjen praktfjärilar. Inga underarter finns listade i Catalogue of Life.